# Kosy (Bartoszyce)
Kosy (deutsch Quossen) ist ein Ort in der polnischen Woiwodschaft Ermland-Masuren. Er gehört zur Gmina Bartoszyce (Landgemeinde Bartenstein) im Powiat Bartoszycki (Kreis Bartenstein (Ostpr.)).

## Geographische Lage
Kosy liegt in der nördlichen Mitte der Woiwodschaft Ermland-Masuren, 33 Kilometer südlich der früheren und heute auf russischem Hoheitsgebiet gelegenen Kreisstadt Friedland (russisch Prawdinsk) bzw. zehn Kilometer südöstlich der heutigen Kreismetropole Bartoszyce (deutsch Bartenstein).

## Geschichte

### Gutsdorf
Bei dem seinerzeit Quoossen, nach 1871 Quooßen und ab 1928 Quossen genannten Ort handelte es sich um ein großes Gut. Das Gut existierte bereits im 14. Jahrhundert, und im 17. Jahrhundert saß hier ein Zweig der Familie von der Groeben. Heinrich Wilhelm von der Groeben verkaufte 1699 das nahezu 1.000 Hektar große Gut Quossen an Curt Heinrich von der Groeben aus dem Haus Löwenberg in der Mark Brandenburg. Dieser wurde der Stammvater der zweiten Linie der Familie von der Groeben in Ostpreußen. Sein Sohn Konrad Heinrich von der Groeben erbte das Gut und erweiterte den Besitz um die Güter Arnstein (polnisch Jarzeń) und Tiefensee (Głębock) im Kreis Heiligenbeil.
Von 1833 bis 1945 war Familie Benefeldt Eigentümer des Guts in Quossen, von dem entscheidende Impulse für die ostpreußische Rinderzucht ausgingen. Julius Benefeldt gehörte zu den Gründern der Ostpreußischen Holländer Herdbuchgesellschaft, die die Rinderzucht erfolgreich vorantrieb, und war der erste Vorsitzende.
Das damals noch Quooßen genannte Dorf wurde am 11. Juni 1874 Amtsdorf und damit namensgebend für einen Amtsbezirk, der zum Kreis Friedland (ab 1927: Kreis Bartenstein) im Regierungsbezirk Königsberg der preußischen Provinz Ostpreußen gehörte. 97 Einwohner zählte der Gutsort im Jahre 1910.
Am 10. Februar 1928 wurden der Gutsbezirk Quooßen und auch der Amtsbezirk Quooßen offiziell in „Quossen“ umbenannt. Am 30. September 1928 allerdings gab Quossen seine Eigenständigkeit auf und schloss sich mit den Nachbarorten Grommels (polnisch Gromki) und Königs (Króle) zur Landgemeinde Grommels zusammen. Aufgrund  gleichzeitiger mannigfacher struktureller Veränderungen wurde der Amtsbezirk Quossen 1930 aufgelöst.
Der Quossener Gutsbetrieb wurde bis 1945 weiterhin erfolgreich betrieben. Im Jahre 1945 umfasste das Gut eine Größe von 394 Hektar bei 304 Hektar Acker, 50 Hektar Wiesen, 8 Hektar Weide, 12 Hektar Wald, 5 Hektar Wasser sowie 15 Hektar Unland.
In Kriegsfolge kam 1945 das gesamte südliche Ostpreußen zu Polen. Quossen erhielt die polnische Namensform „Kosy“ und ist heute eine Siedlung (polnisch = Osada) innerhalb der Landgemeinde Bartoszyce (Bartenstein) im Powiat Bartoszycki (Kreis Bartenstein (Ostpr.)), von 1975 bis 1998 der Woiwodschaft Olsztyn, seither der Woiwodschaft Ermland-Masuren zugehörig. Im Jahre 2021 zählte Kosy 119 Einwohner.
Das alte Gutshaus aus der Wende 17./18. Jahrhundert steht heute nicht mehr, wohl aber noch Wirtschaftsgebäude in großer Zahl.

### Amtsbezirk (1874–1930)
In der Zeit seines Bestehens waren in den Amtsbezirk Quossen eingegliedert:
| Deutscher Name                  | Polnischer Name  | Anmerkungen                                                            |
| ------------------------------- | ---------------- | ---------------------------------------------------------------------- |
| Dietrichswalde                  | Ciemna Wola      | 1928 nach Groß Schwaraunen im Amtsbezirk Groß Schwaraunen umgegliedert |
| Grommels                        | Gromki           | 1930 in den Amtsbezirk Gallingen umgegliedert                          |
| Königs                          | Króle            | 1928 nach Grommels eingegliedert                                       |
| Minten, Anteil Dietrichswalde   | Minty            | 1893 in die Landgemeinde Minten eingegliedert                          |
| Minten, Anteil Groß Schwaraunen | Minty            | 1893 in die Landgemeinde Minten eingegliedert                          |
| Quossen                         | Kosy             | 1928 nach Grommels eingegliedert                                       |
| Zanderborken                    | Borki Sędrowskie | 1928 nach Gallingen im Amtsbezirk Gallingen umgegliedert               |
| ab 1893: Minten                 | Minty            | 1928 nach Groß Schwaraunen im Amtsbezirk Groß Schwaraunen umgegliedert |

Im Jahre 1930 wurde der Amtsbezirk Quossen aufgrund struktureller Veränderungen aufgelöst.

## Religion
Christentum
Bis 1945 war Quossen in die evangelische Kirche in Gallingen in der Kirchenprovinz Ostpreußen der Kirche der Altpreußischen Union, außerdem in die römisch-katholische Kirche St. Bruno in Bartenstein im damaligen Bistum Ermland eingepfarrt.
Heute gehört Kosy katholischerseits zur Mariä-Himmelfahrt-Kirche in  Galiny im jetzigen Erzbistum Ermland, sowie evangelischerseits zur Kirchengemeinde in Bartoszyce, einer Filialgemeinde der Johanneskirche in Kętrzyn (Rastenburg) in der Diözese Masuren der Evangelisch-Augsburgischen Kirche in Polen.

## Verkehr
Kosy liegt an einer Nebenstraße, die die polnische Landesstraße 57 (ehemalige deutsche Reichsstraße 128) bei Galiny (Gallingen) mit der Woiwodschaftsstraße 592 (frühere Reichsstraße 135) bei Maszewy (Maxkeim) verbindet. Andere Nebenstraßen verbinden Kosy mit den Nachbarorten Gromki (Grommels) bzw. Lusiny (Losgehnen).
Eine Anbindung an den Bahnverkehr besteht nicht.

## Persönlichkeit
Aus dem Ort gebürtig
- Konrad Heinrich von der Groeben (* 4. März 1683 in Quossen), preußischer Generalmajor und Infanterieregimentschef, auch Generaladjutant von König Friedrich Wilhelm I. († 1746)